# Randy Weston

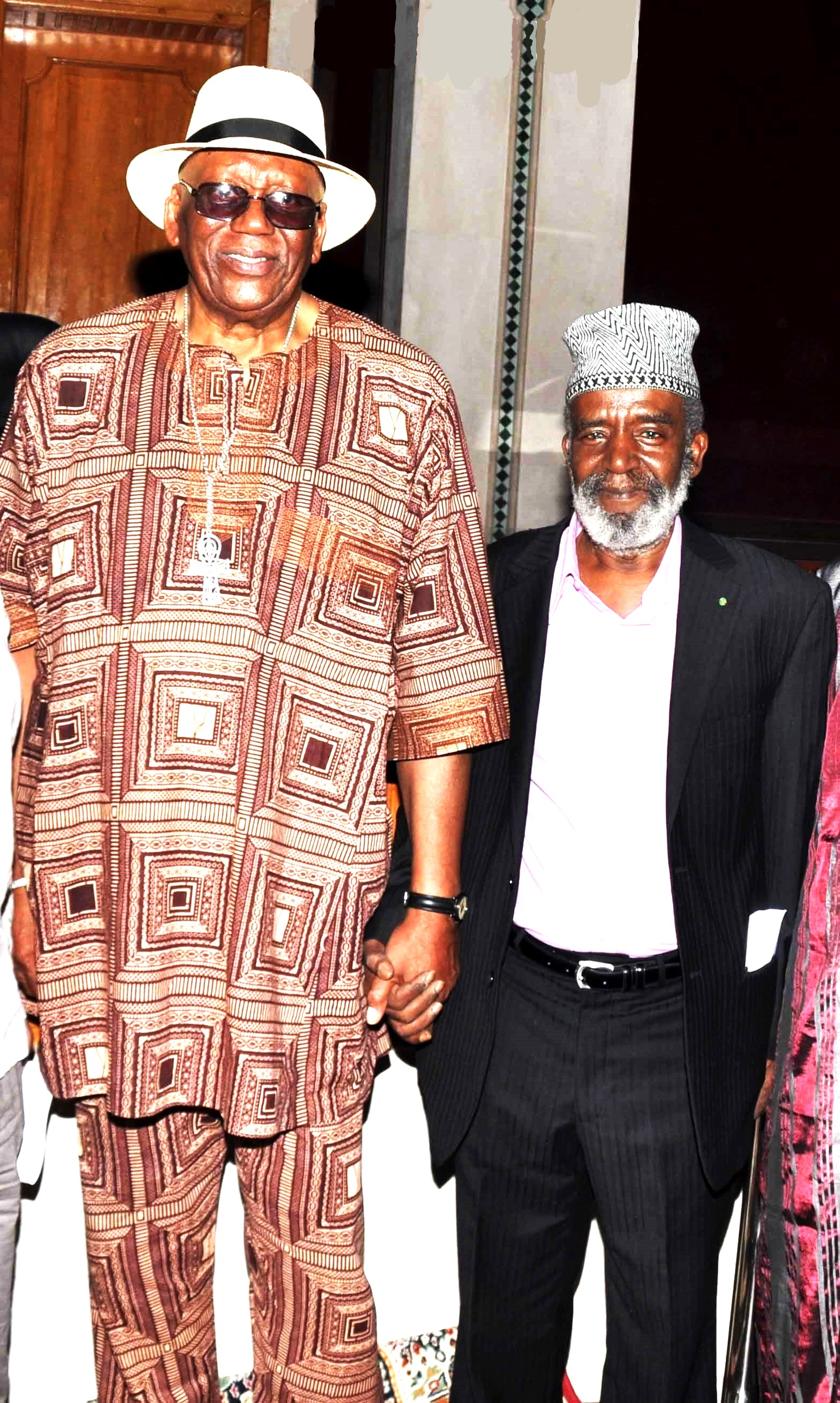
Wielki Randy Weston oraz muzyk Gnawa i uzdrowiciel – Abdellah Boulkhair El Gourd, 2011

Randolph Edward Weston (ur. 6 kwietnia 1926 w Nowym Jorku, zm. 1 września 2018 tamże) – afroamerykański muzyk jazzowy, pianista, aranżer, kompozytor, bandlider i edukator. Laureat NEA Jazz Masters Award 2001, określany mianem „afrykańskiego ambasadora muzycznego Ameryki”.

## Życiorys
Jego rodzicami byli Vivian z d. Moore i Frank Edward. Ojciec, który był pochodzenia jamajsko-panamskiego, prowadził własną restaurację oraz należał do zwolenników Garveizmu (czarnego nacjonalizmu), wpajając synowi, że jest „Afrykaninem urodzonym w Ameryce”. Randy już jako dziecko pobierał lekcje gry na fortepianie oraz tańca. Ukończył prestiżową The Boys’ High School w dzielnicy Bedford-Stuyvesant. Od urodzenia wychowywał się w Brooklynie w społeczności o bogatych tradycjach muzycznych. Znał perkusistę Maxa Roacha, pianistę Duke’a Jordana i saksofonistę Cecila Payne’a, z którym chodził do tej samej szkoły średniej. Jego sąsiadem z przeciwka był pianista Eddie Heywood. Pierwszymi wirtuozami fortepianu, na których się wzorował byli: Count Basie, Nat „King” Cole, Art Tatum, Duke Ellington oraz jego kuzyn Wynton Kelly. Nie oni jednak wywarli na niego największy wpływ. Jego mentorem został Thelonious Monk. Jak później wspominał: Kiedy usłyszałem grę Monka, jego brzmienie i styl, po prostu się w tym zakochałem. Spotykałem się z nim przez prawie trzy lata. Przywoziłem go autem do mnie na Brooklyn. Był wielkim mistrzem, ponieważ w moim odczuciu wprowadził magię do muzyki.
W 1944 – podczas toczącej się II wojny światowej – został powołany do U.S. Army i uczestniczył w zdobyciu Okinawy, na której stacjonował przez rok. Po trzech latach służby został zwolniony z wojska w stopniu sierżanta sztabowego.
Po powrocie do Nowego Jorku grywał w końcu lat 40. z różnymi grupami (głównie R&B) z takimi liderami jak „Bull Moose” Jackson i Eddie „Cleanhead” Vinson. Chcąc wyrwać się z otoczenia, w którym narkotyki były w powszechnym użyciu, w 1951 wyjechał na pewien czas do miasteczka Lenox, położonego na wyżynie Berkshires w stanie Massachusetts. W tamtejszej Gospodzie Muzycznej (The Music Inn), w której odbywały się stałe wykłady i sympozja jazzowe, oraz regularne koncerty, zaczął poznawać afrykańskie korzenie jazzu. Jego nauczycielem był tam m.in. Marshall Stearns, słynny historyk jazzu, krytyk i muzykolog. Przez kilka następnych lat dawał w The Music Inn letnie koncerty. Poznani tam intelektualiści i artyści, tacy jak Babatunde Olatunji, Geoffrey Holder, Langston Hughes i Willis Lawrence James, sprawili że już do końca życia muzyka afrykańska i jej wpływy na amerykańską kulturę muzyczną pozostały w kręgu jego zainteresowań. Ponadto skomponował tam utwór Berkshire Blues.
W 1953 grał w zespole trębacza Kenny’ego Dorhama, a w następnym – Cecila Payne’a, swojego starszego kolegi z Brooklynu. Również w 1954 założył mały zespół oraz dzięki zaproszeniu Orrina Keepnewsa, szefa Riverside Records, nagrał swój debiutancki album Cole Porter in a Modern Mood. W 1955 w plebiscycie krytyków zagranicznych amerykańskiego mięsięcznika jazzowego „DownBeat” został uznany za „nową gwiazdę fortepianu" (New Star Pianist). Pod koniec lat 50. nawiązał trwającą z przerwami ponad czterdzieści lat współpracę z puzonistką, aranżerką i kompozytorką Melbą Liston. Na wydanej w 1959 jednej z jego najlepszych płyt pt. Little Niles zaaranżowała wszystkie kompozycje. Album poświęcił swoim dzieciom – Pameli i Nilesowi (zwanego później Azzedinem) – o czym świadczy zdjęcie całej trójki na okładce oraz zawarte na nim utwory: Little Niles i Pam’s Waltz.
Jego zainteresowanie Afryką sprawiło, że w 1961 po raz pierwszy udał się na ten kontynent, uczestnicząc w amerykańskim programie wymiany kulturalnej z Nigerią. W Lagos dał szereg koncertów oraz wykładów. Ponownie odwiedził Nigerię w 1963. W 1967 w ramach tournée koncertowego, zorganizowanego przez Departamentu Stanu, wystąpił ze swoim zespołem w czternastu krajach Czarnego Lądu. W następnym roku osiadł w Maroku – najpierw mieszkał w Rabacie, a potem w Tangerze. W 1969 otworzył tam African Rhythms Club. W Maroku nawiązał współpracę z muzykami berberyjskimi i Gnawa. Później stale wykorzystywał elementy muzyki afrykańskiej w swojej twórczości.
W 1972 powrócił na Brooklyn i wkrótce ruszył w trasę, koncertując z różnymi swoimi zespołami w Stanach Zjednoczonych i za granicą. Latem w 1975 wystąpił na festiwalu jazzowym w Tabarce w Tunezji. Na instrumentach perkusyjnych grał z nim jego syn – Azzedin Niles. Dwa lata później wziął udział w Drugim Światowym Czarnym i Afrykańskim Festiwalu Sztuki i Kultury (The Second World Black and African Festival of Arts and Culture – FESTAC). Impreza odbyła się w Lagos i uczestniczyli w niej również tacy artyści, jak Osibisa, Stevie Wonder, Miriam Makeba, Bembeya Jazz, Louis Moholo, Dudu Pukwana, Donald Byrd oraz Sun Ra.
W następnych dziesięcioleciach nieprzerwanie koncertował i nagrywał płyty. Był zapraszany do udziału w znaczących wydarzeniach kulturalnych. W 1995 na festiwalu jazzowym w Montrealu przez pięć dni odbywały się koncerty poświęcone jego twórczości. Uczestniczyli w nich także muzycy Gnawa. W 2002 razem z kontrabasistą i gitarzystą basowym Jamesem Lewisem wystąpił na otwarciu biblioteki w Aleksandrii w Egipcie. W tym samym roku na zaproszenie arcybiskupa Canterbury zagrał także w Katedrze Kanterberyjskiej. Towarzyszyła mu grupa Dar Gnawa.
W 2016 obchodził swoje 90. urodziny koncertem w Carnegie Hall. Następnie ruszył w trasę z koncertami prelekcjami. Jeszcze w kwietniu wystąpił na festiwalu Gnawa w Maroku. W czerwcu wziął udział w festiwalu Spoleto w Charleston w Karolinie Południowej, a w lipcu wraz ze swoim zespołem należał do grona wykonawców inaugurujących 50. Festival de Jazz de Montreux w Szwajcarii.
Oprócz muzyki przez większość kariery zajmował się również nauczaniem i popularyzacją jazzu oraz afrykańskich tradycji muzycznych. W 2015 był artystą rezydentem w The New School w Nowym Jorku. Prowadził wykłady i zajęcia warsztatowe dla studentów, wśród których cieszył się dużym autorytetem. W lipcu 2016 był jednym z głównych mówców na 32. Konferencji Światowej Międzynarodowego Towarzystwa Na Rzecz Edukacji Muzycznej (The International Society for Music Education – ISME) w szkockim Glasgow. Był laureatem licznych nagród i wyróżnień.
Do końca życia pozostał aktywny. Zmarł w swoim domu w Brooklynie w wieku 92 lat.

### Małżeństwa i dzieci
Był dwukrotnie żonaty. Jego pierwszą małżonką była Mildred z d. Mosley, z którą się rozwiódł. Miał z nią syna – Nilesa Azzedina (zmarłego przed nim muzyka jazzowego) oraz córki – Pamelę, Cheryl i Kim. W 1994 poznał Fatoumatę Mbengue, którą wkrótce potem poślubił. Fatoumata był także jego partnerką biznesową.

## Wybrana dyskografia

### Jako lider
- 1955
  - Cole Porter in a Modern Mood (Riverside)
  - The Randy Weston Trio (Riverside)
- 1956
  - Get Happy with the Randy Weston Trio (Riverside)
  - With These Hands... (Riverside)
  - Jazz à la Bohemia (Riverside)
- 1957
  - Randy Weston – Trio and Solo (Riverside)
  - The Modern Art of Jazz by Randy Weston (Dawn Records) lub How High the Moon (Biograph)
- 1958 New Faces at Newport (MetroJazz Records)
- 1959
  - Piano á la Mode (Jubilee Records)
  - Little Niles (United Artists)
  - Destry Rides Again (United Artists)
  - Randy Weston – Live at the Five Spot (United Artists)
- 1961 Uhuru Afrika (Roulette)
- 1963 Highlife (Colpix Records)
- 1964 Randy (Atlantic)
- 1966 Monterey ’66 (Verve)
- 1969
  - African Cookbook (Polydor)
  - Niles Littlebig (Polydor)
- 1972 Blue Moses (CTI)
- 1974 Tanjah (Polydor)
- 1975
  - Blues to Africa (Arista)
  - Carnival (Freedom)
  - Nuit Africaine (Enja)
- 1977 Berkshire Blues (Freedom)
- 1988 The Healers – David Murray–Randy Weston (Black Saint)
- 1990
  - Randy Weston – Portraits of Thelonious Monk - Well You Needn’t (Verve)
  - Randy Weston – Portraits of Duke Ellington – Caravan (Verve)
  - Randy Weston – Self Portraits – The Last Day (Verve)
- 1991 The Spirit of Our Ancestors (Verve)
- 1993 Randy Weston–Melba Liston – Volcano Blues (Verve)
- 1998 Khepera (Verve)
- 2000 Spirit! The Power of Music – Randy Weston African Rhythms Quintet and the Gnawa Master Musicians of Morocco (Verve)
- 2002
  - Randy Weston’s African Rhythms (Comet)
  - Ancient Future (Mutable Music)
- 2003 Randy Weston – Live in St. Lucia (Image Entertainment) – DVD
- 2006 Randy Weston and His African Rhythms Trio – Zep Tepi (Random Chance)
- 2010 The Storyteller (Motéma)
- 2013 Randy Weston–Billy Harper – The Roots of the Blues (Sunnyside Records)
- 2016 The African Nubian Suite (African Rhythms) – 2 CD
- 2017 Solo Piano – Sound (African Rhythms)

Zestawienie wg dat wydania płyt

## Autobiografia
W 2010 nakładem wydawnictwa Duke University Press ukazała się jego The Autobiography of Randy Weston – African Rhythms (ISBN 978-0822347842). „Skomponował” („composed”) ją w „aranżacji” („arranged”) Willarda Jenkinsa – pisarza, dziennikarza, historyka oraz laureata NEA Jazz Masters Award.

## Wybrane nagrody i wyróżnienia
- 1955 New Star Pianist – „DownBeat” International Critics' Poll
- 1994 „Kompozytor Roku” w plebiscycie czytelników miesięcznika „DownBeat” („DownBeat” Readers' Poll)[8]
- 1996 „Kompozytor Roku” w plebiscycie czytelników miesięcznika „DownBeat” [8]
- 1997 Kawaler Orderu Sztuki i Literatury (Francja)[8]
- 1999
  - Nagroda „Swing Journal” (Japonia)[4]
  - „Kompozytor Roku” w plebiscycie czytelników miesięcznika „DownBeat”[8]
- 2000 Black Star Award przyznana przez Arts Critics and Reviewers Association of Ghana (ACRAG)[4]
- 2001 NEA Jazz Master
- 2006 Doktor honoris causa Brooklyn College (City University of New York)[8]
- 2011
  - Guggenheim Fellowship[8]
  - Wyróżnienie honorowe przyznane przez króla Maroka Muhammad VI za "długoletnie zaangażowanie na rzecz Maroka i głębokie oddanie sprawie przybliżenia tradycji marokańskiej muzyki Gnawa światu zachodniemu”[8]
- 2012 Doktor honoris causa Colby College[8]
- 2013 Doktor honoris causa The New England Conservatory of Music[8]
- 2016 Wprowadzenie do Panteonu Sław miesięcznika „DownBeat”[8]
- 2017 Legends of Jazz Award przyznana przez The National Jazz Museum in Harlem[8]

## Ciekawostka
Był ogromnym mężczyzną. Miał 2 m (6 stóp 8 cali) wzrostu.